# Johan Ludolph Forchhammer
Johan Ludolph Forchhammer (12. oktober 1764 i Ravnkær - 13. juli 1810 i Tønder) var en dansk pædogog og oplysningsmand. 
Han var søn af Thomas Forchhammer (1725-71), som virkede som sognepræst i Ravnkær i Angel. Forchhammer gik på Husum lærde skole, inden han i 1784 begyndte at læse teologi på universitet i Kiel. I 1791 giftede han sig med  Margaretha Elisabeth Wiggers. Sammen fik de seks sønner, blandt dem var Johann Georg og Peter Wilhelm. Samme år etablerede han en borgerskole i Tønder. 1803 overtog han rektorembede på lærerseminariet i Tønder.